# Genesis Mamea Lemalu
Pas d'image ? Cliquez ici

a Compétitions nationales et continentales officielles uniquement.

b Matchs officiels uniquement.
Dernière mise à jour le 7 juin 2024.
Genesis Mamea Lemalu, parfois également appelé Genesis Pelepele Lemalu, né le 22 septembre 1988 à Wellington (Nouvelle-Zélande), est un joueur de rugby à XV international samoan évoluant au poste de troisième ligne centre.

## Biographie
Né en Nouvelle-Zélande à Wellington[réf. nécessaire] mais d'origine samoane, Genesis Mamea Lemalu représente l'équipe des Samoa des moins de 20 ans en 2009, à l'occasion du mondial junior au Japon,.
Il commence sa carrière professionnelle en 2011 avec le club italien de San Donà qui évolue alors en Serie A (deuxième division). Il évolue une saison avec cette équipe, l'aidant à remporter le championnat et à être promue en  Eccellenza.
De retour dans son pays natal, ses bonnes performances en Italie, ainsi qu'avec son club amateur Wainuiomata, lui permette de décrocher un contrat avec la province de Wellington en National Provincial Championship (NPC),. En 2013, il joue avec l'équipe Development (espoir) de la franchise des Hurricanes.
En janvier 2014, après deux saisons à Wellington, il rejoint le club du Stade montois qui évolue en Pro D2 en tant que joker médical d'Alexandre Ricaud. 
La saison suivante, il signe avec le CS Bourgoin-Jallieu dans ce même championnat pour une durée de deux saisons.
En 2016, après deux bonnes années en Isère, il rejoint l'USA Perpignan, toujours en Pro D2. À l'automne, il est sélectionné pour évoluer avec l'équipe des Samoa au mois de novembre. Il obtient ainsi sa première cape internationale le 12 novembre 2016 à l’occasion d’un test-match contre l'équipe de France à Toulouse. Il joue trois test matchs lors de la saison. Après d'intéressantes performances dans son nouveau club, il prolonge son contrat pour deux saisons supplémentaires. Grâce à ses qualités physiques, son habileté en touche et sa régularité, il devient un cadre de l'équipe catalane,. En décembre 2018, il prolonge son contrat pour trois saisons supplémentaires, soit jusqu'en juin 2022.
Après presque cinq ans d'absence, il fait son retour en sélection en juillet 2021 lors d'un match contre les Māori All Blacks. En club, il prolonge à nouveau son contrat quelques mois plus tard en décembre 2021 pour une durée d'une saison, plus une autre en option.
En mai 2023, à la fin de sa septième saison avec Perpignan, son contrat n'est pas renouvelé et il quitte le club. Il est par la suite retenu dans le groupe samoan de 40 joueurs pré-sélectionnés dans le cadre de la préparation estivale de la Coupe du monde 2023 ; il ne fait néanmoins pas partie de l'effectif final. Sans club à l'ouverture des championnats de France, il entre en contacts avancés avec les clubs de Pro D2 de l'US Dax et du FC Grenoble ; il signe finalement un contrat de deux saisons avec le premier à la mi-septembre où il s'impose en tant que titulaire et participe à la qualification du club dacquois en phase finale. En fin de saison 2024-2025, son contrat est prolongé pour une année supplémentaire.

## Palmarès
- Champion d'Italie de Serie A en 2012 avec l'Amatori Rugby San Donà.
- Champion de France de Pro D2 en 2018 et 2021 avec l'USA Perpignan.
- Vainqueur du barrage d'accession au championnat de France en 2022 et 2023 avec l'USA Perpignan.

## Statistiques en équipe nationale
| Année | Compétition             | Matchs | Points | Essais |
| ----- | ----------------------- | ------ | ------ | ------ |
| 2016  | Test matchs en tournée, | 3      | 0      | 0      |
| 2023  | Test matchs en tournée, | 1      | 0      | 0      |
| 2023  | Test matchs à domicile, | 1      | 0      | 0      |
| Total | Total                   | 5      | 0      | 0      |